# Udo Rukser
Udo Rukser (* 19. August 1892 in Posen; † 6. Juni 1971 Quillota, Chile) war ein deutscher Jurist, Landwirt, Mitgründer und Mitherausgeber der Exil-Zeitschrift Deutsche Blätter in Santiago de Chile (1943–1946).

## Leben
Udo Rukser studierte nach dem Abitur 1910 auf Druck des Vaters Jura, ohne seine starken literarischen und künstlerischen Interessen aufzugeben. Seine Spezialisierung auf Internationales Recht  und Ostrecht erlaubte ihm nach dem Ersten Weltkrieg die erfolgreiche Verteidigung von Mandanten, die durch den Kriegsausgang ihre Besitztümer verloren hatten. Die Honorare seiner erfolgreichen Berliner Kanzlei legte er in einer hochrangigen Sammlung moderner Kunst an. Rukser suchte auch die Bekanntschaft mit Künstlern wie Richard Janthur, Ludwig Meidner, Walter Trier oder Ewald Mataré und arbeitete an Zeitschriften mit (Der Einzige, Feuer u. a.). Durch seinen Schwager, den Filmpionier Hans Richter, stand er dem Dadaismus nahe. 1932 erwarb er die Villa Schade van Westrum am Griebnitzsee in Potsdam.
Nach 1933 trat er von seinem Posten als Herausgeber der von ihm mitbegründeten Zeitschrift für Ostrecht zurück, weil er die verlangte Entlassung seiner jüdischen Mitarbeiter verweigerte. Seine Möglichkeiten als Jurist im NS-Staat illusionslos einschätzend, gab er seine Kanzlei auf und zog sich zusammen mit seinem Sozius Otto Blumenthal an den Bodensee zurück. Auf dem Schienerberg bei Radolfzell erwarben Udo und Dora Rukser (Richter-Rothschild) mit dem Oberbühlhof ein großes landwirtschaftliches Gut, das erfolgreich auf Obstbau umgestellt wurde. Das Haus am Griebnitzsee mietete der Rennfahrer Hans Stuck. Das Vordringen des Antisemitismus und der Nazis auch in diesen abgelegenen Winkel des Reiches beendete die „innere Emigration“, die Rukser aufgrund der Nähe zur Schweizer Grenze zunächst für möglich gehalten hatte.
1939 emigrierte er mit seiner Frau Dora nach Chile, wo er eine Farm in Quillota zwischen Valparaíso und Santiago de Chile im Aconcaguatal betrieb: „Das ist die beste, fruchtbarste und schönste Gegend Chiles.“ Der Chacra geben Udo und Dora Rukser als Zeichen ihres Dankes an das Zufluchtsland Chile den Namen „Las Gracias“. 
Udo Rukser wurde 1944 staatenlos, nachdem er nach § 2 des Gesetzes über den Widerruf von Einbürgerungen und die Aberkennung der deutschen Staatsangehörigkeit vom 14. Juli 1933 ausgebürgert worden war. Sein Vermögen wurde eingezogen. Dora Rukser hatte auf Grund der 11. Verordnung zum Reichsbürgergesetz vom 25. November 1941 als Jüdin die deutsche Staatsangehörigkeit verloren.
Von 1943 bis 1946 gab Rukser zusammen mit seinem Landsmann Albert Theile die Deutschen Blätter (Untertitel: Für ein europäisches Deutschland. Gegen ein deutsches Europa) heraus, eine der wichtigsten deutschen Exilzeitschriften, die Rukser zum großen Teil durch den Verkauf seiner Kunstsammlung finanzierte. Viele bedeutende Autoren des Exils arbeiteten an ihr mit. 
1949 erhielt Udo Rukser die chilenische Staatsbürgerschaft. Im selben Jahr erhob Rukser in Deutschland Klage auf Rückgabe des Oberbühlhofs. 1950 wurde die Restitutionsklage „als unbegründet“ abgewiesen. Ein Jahr später, 1951, Aufhebung des Urteils des Landgerichts (Rückerstattungskammer) durch das Badische Oberlandesgericht. Der Oberbühlhof wurde zurückerstattet. 
Seit den 1950er Jahren erforschte Rukser am Beispiel Goethes, Nietzsches und Heines den Einfluss des deutschen Geisteslebens auf die hispanische Kultur.
Udo Rukser schließt 1958 mit dem Land Berlin einen Vergleich im Entschädigungsverfahren für den Verlust des Goodwills der Anwaltskanzlei Dr. Udo Rukser und Dr. Otto Blumenthal.
1969 stellten Udo und Dora Rukser einen Antrag auf Wiedereinbürgerung. 1970 wurden ihnen die Einbürgerungsurkunden im Generalkonsulat in Valparaiso ausgehändigt.
Udo Rukser starb am 6. Juni 1971 in Quillota an den Folgen eines Schlaganfalls. Dora Rukser verstarb am 10. Oktober 1972 in Providencia, Santiago de Chile. Die Ruhestätte von Udo und Dora Rukser befindet sich im Familiengrab Guzmán-Bondiek in Santiago de Chile.

## Auszeichnungen
- Ehrenmitgliedschaft der Academia Goetheana, Sao Paulo
- 1962: Verleihung des Großen Verdienstkreuzes des Verdienstordens der Bundesrepublik Deutschland durch Botschafter Dr. Hans Strack (Santiago de Chile)
- 1967: Verleihung des höchsten chilenischen Ordens Bernardo O’Higgins (1967)
- 1971: Verleihung der Goethe-Medaille in Gold im Goethe-Institut in Santiago de Chile

## Schriften
- Der Diebstahl nach der Lex Ribuaria. Dissertation, 1913.
- Staatsangehörigkeit und Minoritätenschutz in Oberschlesien. Ein Leitfaden. 1922.
- Deutsche Blätter. (Hrsg.): 1943–1946. (Reprint 1970)
- Goethe in der hispanischen Welt. 1958.
- Nietzsche in der Hispania. 1962.
- Über den Denker Rudolf Pannwitz. 1970.
- Bibliografia de Ortega. 1971.